# 朴智元 (短道速滑运动员)
朴智元（1996年9月23日—），韩国男子短道速滑运动员，2016年世界短道速滑锦标赛男子5000米接力铜牌得主、2019年世界短道速滑锦标赛男子5000米接力金牌得主、2023年世界短道速滑锦标赛男子1000米、男子1500米金牌得主和男子5000米接力铜牌得主、2024年世界短道速滑锦标赛男子5000米接力银牌得主。